# Albert Konrad Gemmeker
Albert Konrad Gemmeker (Düsseldorf, 27 september 1907 – aldaar, 30 augustus 1982) was een veroordeelde Duitse oorlogsmisdadiger, SS'er en commandant van Kamp Westerbork.

## Levensloop
Gemmeker werd op 27 september 1907 geboren in de Duitse stad Düsseldorf. Op veertienjarige leeftijd verliet Gemmeker de school en ging hij voor enkele jaren bij een verzekeringsmaatschappij werken. Toen hij twintig jaar oud was meldde hij zich aan bij de politie en volgde hij een opleiding tot agent. Nadat hij zijn opleiding in 1933 had voltooid, ging hij werken bij de politie in Duisburg. In 1935 had Gemmeker een administratieve functie bij de Gestapo. Hij was toen geen lid van de NSDAP of SS, maar gold als betrouwbaar.
Twee jaar later, op 1 mei 1937, werd hij officieel lid van de Nationaalsocialistische Duitse Arbeiderspartij. Hij had zich kort na de machtsovername door de nationaalsocialisten al aangemeld als lid van de NSDAP, maar in de beginfase was de partij terughoudend met het toelaten van personen die zich kort na de machtsovername aanmeldden. In 1937 had Gemmeker zich tevens aangemeld voor de SS, maar hij werd pas op 1 november 1940 toegelaten met de rang van SS-Hauptscharführer. Op 25 augustus 1940 werd hij overgeplaatst naar Den Haag, waar hij de functie van Personalreferent bij de Befehlshaber der Sicherheitspolizei und des SD vervulde. In Den Haag ontmoette hij de net gescheiden Elizabeth Hassel, die in Kamp Westerbork zijn secretaresse en maîtresse werd.
Na bijna twee jaar, in juni 1942, werd Gemmeker kortstondig commandant van het Kamp Sint-Michielsgestel. Op 12 oktober 1942 werd Gemmeker, inmiddels opgeklommen tot de rang van SS-Obersturmführer, (vergelijkbare Nederlandse rang: eerste luitenant) aangesteld als kampcommandant van Polizeiliches Durchgangslager Westerbork.

### Kamp Westerbork
Kamp Westerbork deed sinds juli 1942 dienst als doorgangskamp voor transporten naar vernietigingskampen in bezet Polen. Gemmeker had de leiding over het kamp gekregen nadat zijn voorgangers, Erich Deppner en Josef Hugo Dischner, niet naar behoren functioneerden. Gemmeker voerde een strak beleid en tussen oktober 1942 en september 1944 werden circa tachtigduizend Joden, Sinti en Roma vanuit Kamp Westerbork gedeporteerd. Gemmeker zorgde met name voor meer orde in het kamp.

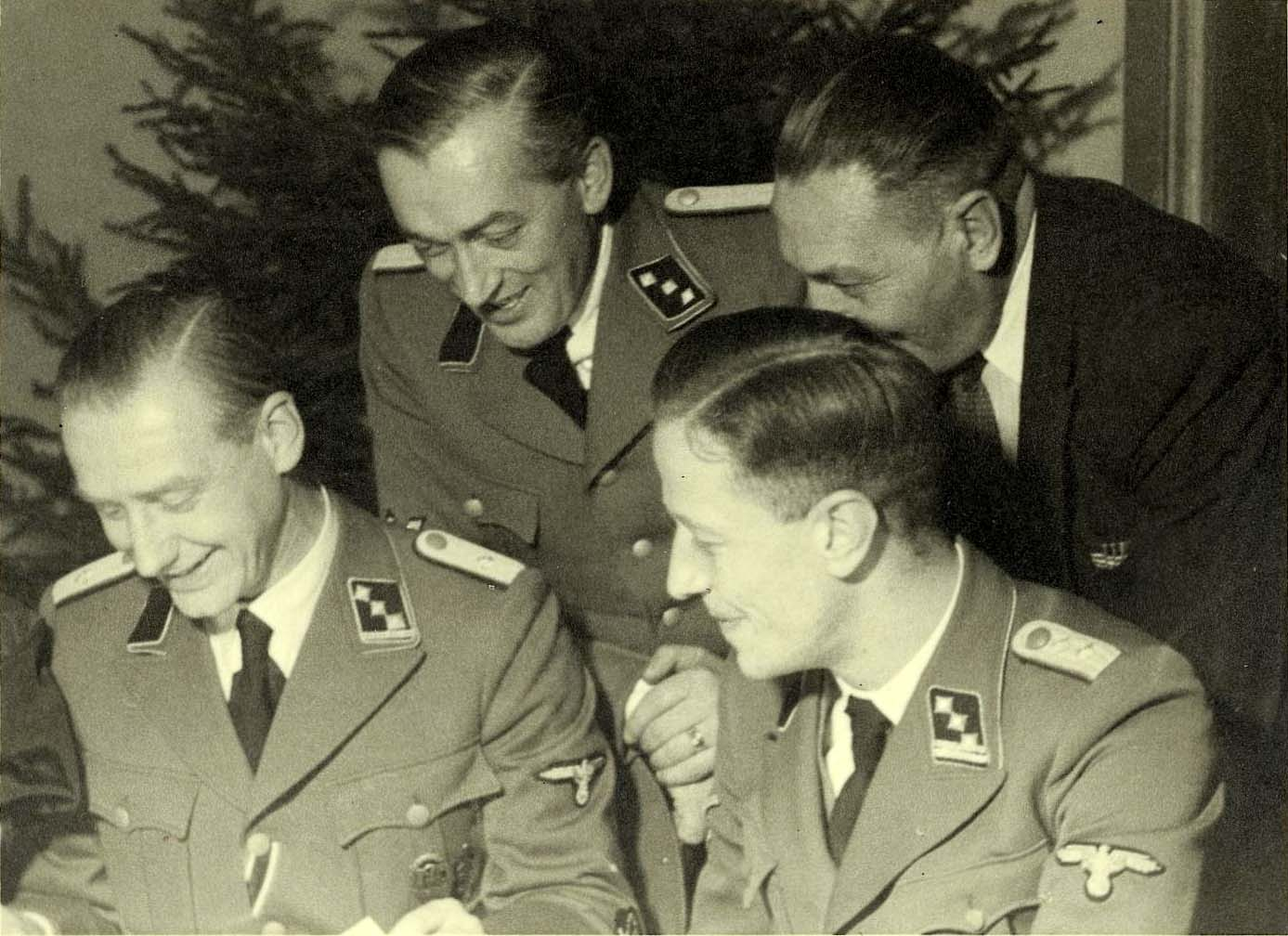
Westerbork 1942: v.l.n.r. Gemmeker, Hassel, Aus der Fünten en bankier Scheltnes

Er werd door de gevangenen geen noemenswaardig verzet geboden en het dagelijkse leven in Kamp Westerbork kenmerkte zich door orde en regelmaat. Er werden activiteiten zoals sport en cabaret toegestaan. Gemmeker stond erop dat de gevangenen goed behandeld werden. Hij stond mishandeling niet toe en was, in tegenstelling tot veel van zijn collega's, niet corrupt. Echter, ook Gemmeker kon onberekenbaar en opvliegend zijn. Op die momenten kon hij de gevangenen hard aanpakken. Zo beschoot hij gevangene Frederik Spier eens met zijn jachtgeweer omdat deze, na aandringen van Gemmeker, niet bij het hek wilde weggaan. Gemmeker was in januari 1943 persoonlijk aanwezig bij de deportatie naar Auschwitz van 1200 Joodse geesteszieken met hun verzorgers uit het Apeldoornsche Bosch.
De anti-Joodse propaganda van de nazi’s lijkt hij voor waarheid aangenomen te hebben. Hij was de mening toegedaan dat de deportaties van de Joden 'kriegsnotwendig' waren. Gemmeker liet het opstellen van de deportatielijsten grotendeels over aan het Joodse kampbestuur. Toch gebruikte hij af en toe zijn macht om enkele individuen op transport te zetten. De laatste deportatie vanuit Kamp Westerbork vond plaats op 13 september 1944. Ook na het laatste transport bleef het kamp dienstdoen.
Op 11 april 1945 vluchtte Gemmeker samen met enkele stafleden via de Afsluitdijk naar Amsterdam, waar hij aan de slag ging als Verwaltungsführer, een administratieve positie. Een dag later werd Kamp Westerbork bevrijd door de oprukkende Canadezen.

### Naoorlogse periode
Na de bevrijding werd Gemmeker in mei 1945 gearresteerd en in de strafgevangenis in Assen gevangengezet. Gemmeker werd maandenlang verhoord en zat zelfs enige tijd gevangen in Kamp Westerbork. In december 1948 begon het proces tegen hem. De rechtbank oordeelde dat Gemmeker een belangrijk aandeel had in de 'correcte' behandeling van de gevangenen, maar medeplichtigheid aan massamoord kon niet bewezen worden en veroordeelde hem daarom tot tien jaar celstraf in plaats van de geëiste twaalf jaar.

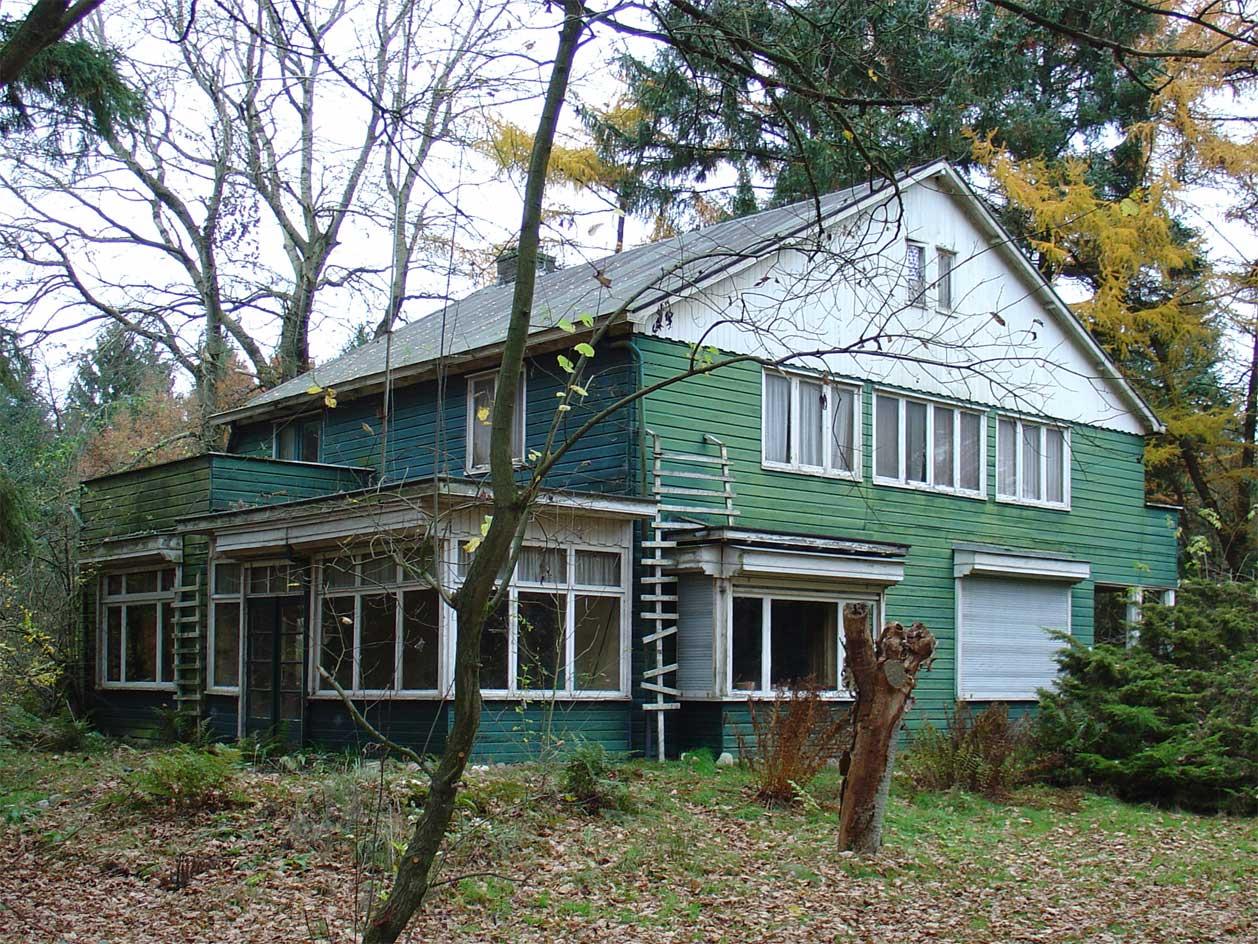
De in Westerbork bewaard gebleven woning van Gemmeker, toen hij commandant was van Kamp Westerbork.

Vergeleken met zijn collega-kampcommandanten viel de straf voor Gemmeker bijzonder laag uit. De aanklagers konden niet bewijzen dat hij wist wat de Joden te wachten stond na de deportaties vanuit Kamp Westerbork. Gemmeker heeft altijd ontkend dat hij wist van de massamoord op de Joden. Naar eigen zeggen had hij van zijn superieuren te horen gekregen dat hij deze "gruwelpropaganda" niet moest geloven. Gemmeker is zijn hele leven blijven beweren dat hij niet wist wat er na de deportaties met de Joden ging gebeuren. Dat is ook nooit voor een rechtbank bewezen. Bij de gruwelijke ontruiming van het Joodse psychiatrische ziekenhuis te Apeldoorn, het Apeldoornse Bosch was hij hoogstpersoonlijk aanwezig. Vast staat dat hij weinig met het lot van de Joden begaan was.
Wegens goed gedrag en het vrijwillig werken in de Limburgse mijnen werd hij op 20 april 1951 vrijgelaten, na zes van de tien jaar celstraf uitgezeten te hebben. Politiek eerstverantwoordelijk voor zijn gratie en vrijlating was KVP-minister Johan van Maarseveen.
Hij keerde terug naar zijn geboortestad Düsseldorf. Alhoewel Frau Hassel en Gemmeker vlak voor de komst van de Canadezen trouwplannen hadden, hebben de geliefden elkaar na 1949 nooit meer gezien. In 1953 trouwde Gemmeker met een 21 jaar jongere vrouw. Met haar leidde hij een teruggetrokken leven in Düsseldorf, waar hij werkte in een sigarenwinkel. In 1959 werd hij door de Norddeutscher Rundfunk geïnterviewd, waarbij hij wederom te kennen gaf niets te hebben geweten van de massamoord. Hij gaf aan tot de conclusie te zijn gekomen dat het antisemitisme gebaseerd was op vooroordelen en daarom verkeerd was.
In 1967 opende de Duitse justitie een nieuw onderzoek naar Gemmeker. Ook ditmaal werd er geen aantoonbaar bewijs gevonden om de voormalige kampcommandant te berechten wegens zijn aandeel in de Holocaust.
Gemmeker had drie dochters, die hij overigens niet veel meer heeft gezien nadat hij van zijn vrouw was gescheiden. Volgens zijn kleindochter Anke liet hij de Westerbork-gevangenen "intelligent en calculerend" in de waan dat er niets ergs te gebeuren stond. Zij herinnerde zich hem als een afstandelijke man. Lang heeft het contact met haar opa niet geduurd. Haar moeder, die een dochter de naam Ruth gegeven had, verbrak het contact met hem nadat hij naar aanleiding van het geven van die joodse naam negatief had gereageerd. Zijn bewering dat hij door het kampleven waardering voor joden had leren krijgen en hij daar had leren inzien dat antisemitisme op vooroordelen berust, is volgens Anke een leugen.

## Decoraties
- Kruis voor Oorlogsverdienste, 2e klasse met Zwaarden
- Sportinsigne van de SA in brons
- Rijksinsigne voor Sport in brons

## Publicaties over Gemmeker (selectie)
- M. Frankenhuis: Westerbork en een vraaggesprek met zijn Commandant Gemmecke in 1948. 's-Gravenhage, W.P. van Stockum, 1948
  - Gemmeker (2020), in 2020 kwam er een kortfilm uit over het interview tussen Gemmeker en Maurice Frankenhuis, gebaseerd op zijn publicatie.
- Nanda van der Zee: Westerbork. Het doorgangskamp en zijn commandant. Soesterberg, Aspekt, 2006. ISBN 90-5911-225-3 (herdr. van De trein (2003))
- Lotte Bergen: Albert Konrad Gemmeker. Commandant van Westerbork. Soesterberg, Aspekt, 2013. ISBN 978-94-6153-265-7
- Ad van Liempt: Gemmeker. Commandant van Kamp Westerbork. Amsterdam, Uitgeverij Balans, 2019. ISBN 9789460039782